# Central Park (métro de Chicago)
Pour les articles homonymes, voir Central Park.
 Central Park est une station aérienne de la ligne rose du métro de Chicago située au sud-ouest de la ville.

## Description
Établie en aérien, la station Central Park est située sur la ligne rose du métro de Chicago, entre les stations Pulaski, en direction de 54th/Cermak, et Kedzie, en direction du Loop.
Elle a ouvert ses portes le 9 décembre 1951, en remplacement des stations Drake, Lawndale et Homan. 
Lors de son ouverture, la station composée d’un quai central avait un petit auvent de bois peint en vert et en jaune qui donnait l’impression qu’elle était plus une installation temporaire, qu'une station permanente. 
À la suite d'un incendie, la station a été reconstruite avec une entrée très simple et utilitaire en 1977, sa conception était quelque peu inhabituelle puisqu’il s’agissait d’une entrée entourée de trois murs et d’un petit toit qui couvrait les portiques d’accès à l’escalier vers le quai. 
Comme Pulaski, la station a toujours donné l’impression de ne pas être entretenue et il fallut attendre 2002 et le programme de rénovation complet de la Douglas Branch par la Chicago Transit Authority (CTA) pour que la situation ne change. 
Elle fut fermée le 9 juin 2002 afin de la reconstruire complètement. Le nouveau bâtiment beaucoup plus vaste a été réinauguré le 29 janvier 2004 par le président de la Chicago Transit Authority, Frank Krusei. 
Après avoir mené une étude sur la mobilité sur les zones de mobilité dans le sud-ouest de la ville en 2004, la Chicago Transit Authority décida de créer une nouvelle ligne pour desservir la station et l’ensemble de la Douglas Branch. 
À partir de 2006, la ligne rose reprit l’ancien tronçon délaissé temporairement par la ligne bleue avant que le nouvel itinéraire via le loop et le Paulina Connector ne soit confirmé définitivement le 25 avril 2008. 
La station est accessible aux personnes à mobilité réduite et 307 676 passagers y ont transité en 2008.

## Dessertes
| Nord/Ouest               |  |            |  | Sud/Est                                |
| ------------------------ |  | ---------- |  | -------------------------------------- |
| Pulaski vers 54th/Cermak |  | ligne rose |  | Kedzie vers 54th/Cermak via Clark/Lake |
| modifier sur Wikidata    |  |            |  |                                        |

## Les correspondances avec le bus

### Chicago Transit Authority
- #21 Cermak
- #82 Kimball-Homan